# دوريل زاهاريا
دوريل زاهاريا (بالرومانية: Dorel Zaharia)‏ (21 فبراير 1978 بكونستانتسا في رومانيا - ) هو لاعب كرة قدم روماني في مركز الهجوم. لعب مع أونيريا أورزيتشيني وليفادياكوس ونادي أوتيلول ريشيتا ونادي براشوف ونادي تارغو موريش ونادي ستيوا بوخارست ويو تي أي أراد وFC Callatis Mangalia ‏ وAFC Săgeata Năvodari ‏ ونادي فارول كونستانتسا وغلوريا بيستريتسا ‏ وCS Portul Constanța ‏ وCS Năvodari ‏ وCS Gaz Metan Mediaș ‏.

## روابط خارجية
- دوريل زاهاريا على موقع قاعدة بيانات كرة القدم.إي يو (الإنجليزية)
- دوريل زاهاريا على موقع Soccerway.com (الإنجليزية)